# Pieter Jansz. Saenredam

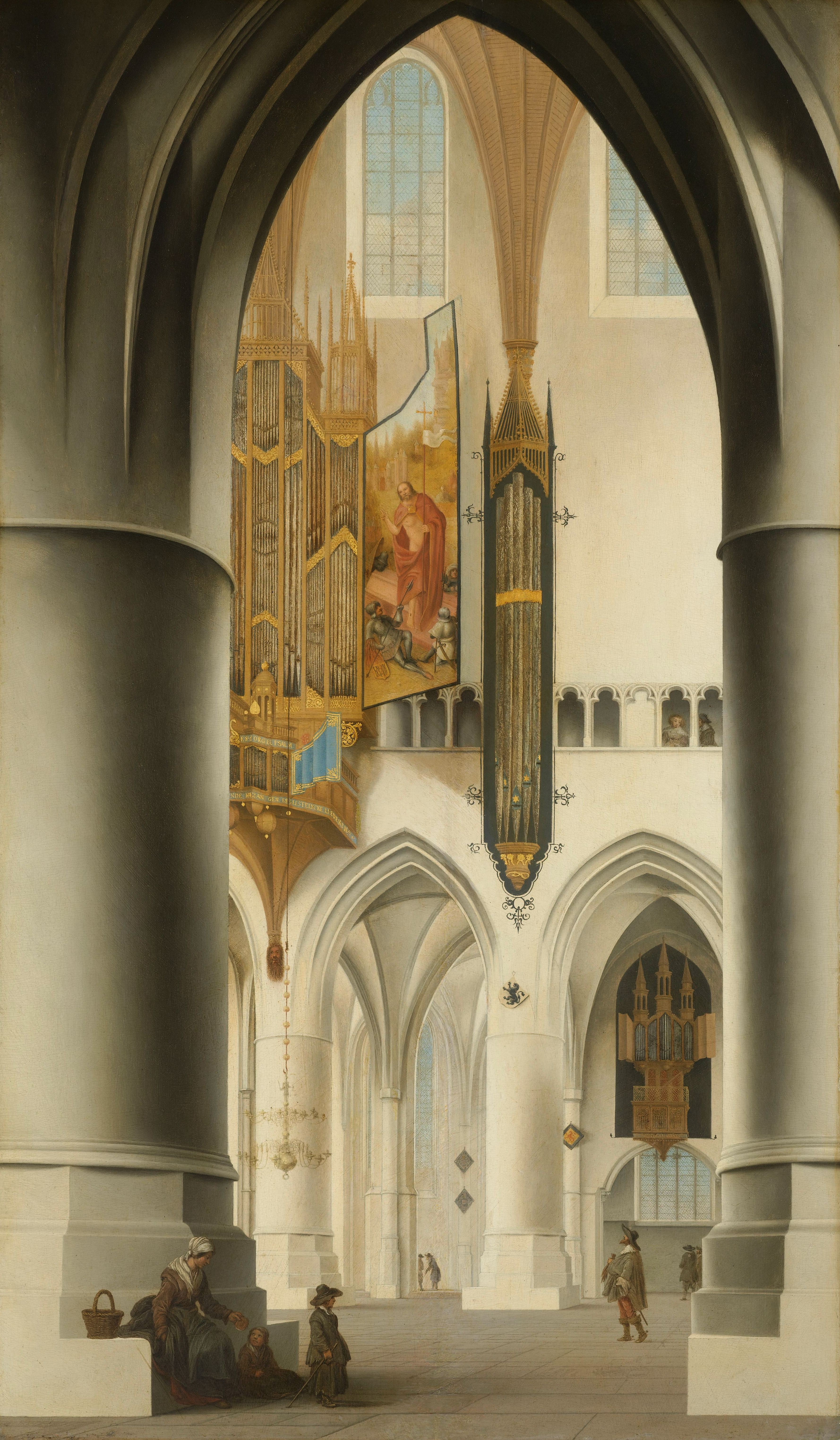
Wnętrze kościoła św. Bawona w Haarlemie, widok na organy (1636), Rijksmuseum

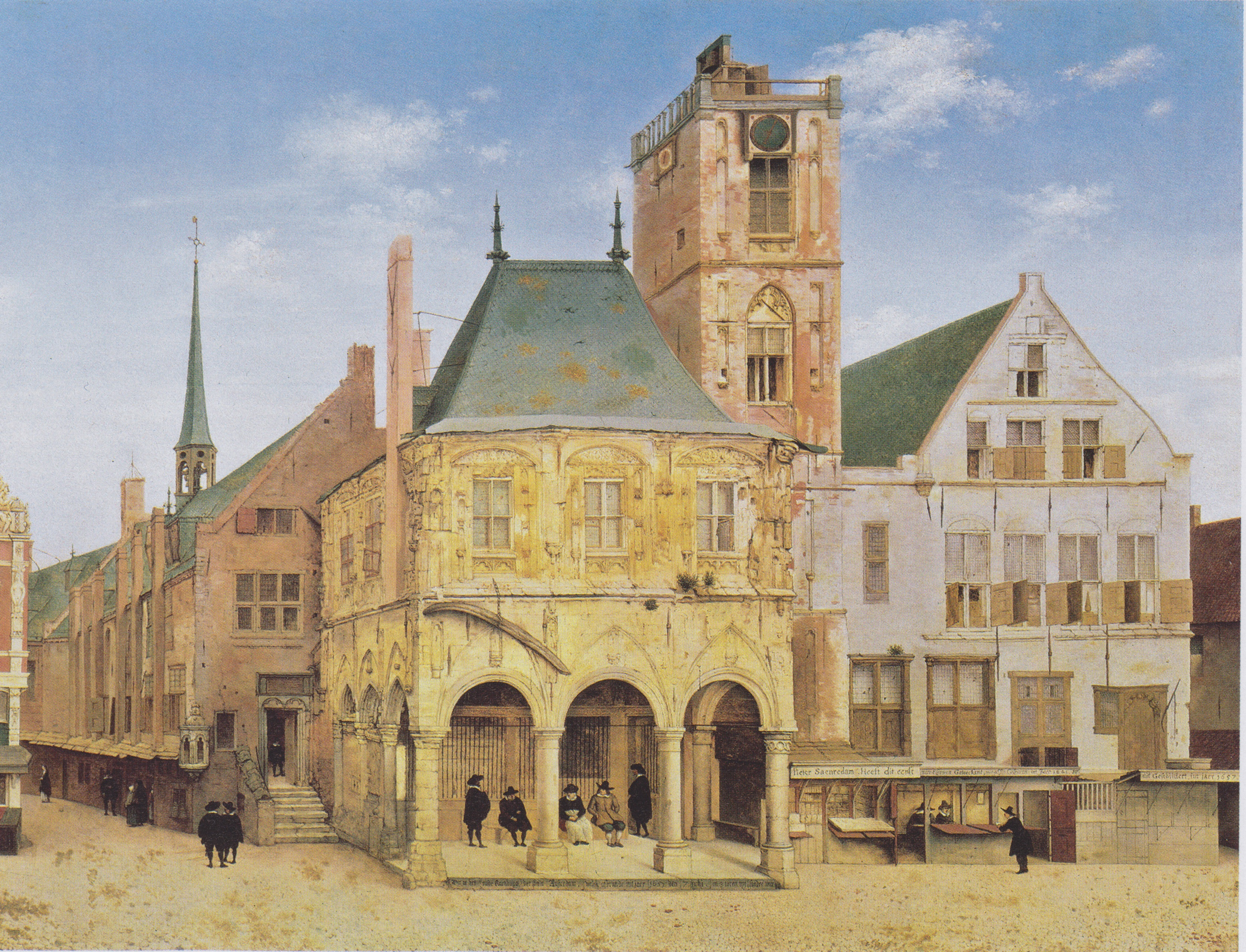
Stary ratusz w Amsterdamie (1657), Rijksmuseum

Pieter Jansz. Saenredam (ur. 9 czerwca 1597 w Assendelft, poch. 31 maja 1665 w Haarlemie) – holenderski malarz i grafik, nazywany „portrecistą kościołów”.

## Życiorys
Urodził się w rodzinie grawera i kartografa Jana Saenredama. W 1612 przeniósł się z rodziną do Haarlemu. W latach 1612–1623 był uczniem i asystentem Pietera de Grebbera. W 1623 został członkiem gildii św. Łukasza w Haarlemie, a w 1635 jej sekretarzem.

## Twórczość
Saenredam malował architekturę, szczególnie interesował się wnętrzami kościołów. Jego ulubioną świątynią był kościół św. Bawona w Haarlemie, gdzie później został pochowany; malował też w Utrechcie, Amsterdamie, Alkmaar, Rhenen i Assendelft. Potrafił z pedanterią oddać najdrobniejsze szczegóły architektoniczne przedstawianych obiektów, wykorzystywał efekty świetlne i cienie. Artysta koncentrował się na walorach ekspresyjnych swoich obrazów, często idealizując rzeczywistość, by podkreślić doskonałość proporcji i czystość kompozycji. Jego twórczość miała duży wpływ na późniejsze malarstwo holenderskie.
Pieter Saenredam posługiwał się techniką olejną, przeważnie na drewnianych panelach. Przed malowaniem wykonywał dużą liczbę szkiców i rysunków piórkiem i kredą, czasami wykonywał akwarele. Zachowało się ok. 50 jego obrazów i liczne szkice, datowane dzieła pochodzą z lat 1628–1660.
W Muzeum Narodowym w Warszawie znajduje się jego obraz z 1635 Wnętrze kościoła św. Bawona w Haarlemie.
Zbigniew Herbert poświęcił Saenredamowi jeden ze swoich szkiców literackich z cyklu "Mali mistrzowie", który został opublikowany w książce Mistrz z Delft.

## Wybrane prace
- Interieur van de Sint Bavokerk in Haarlem, 1628, Koninklijk Museum van de Schone Kunsten, Bruksela
- Interieur van de Sint Bavokerk in Haarlem, 1630, Luwr
- Interior of the Church of St Bavo in Haarlem, 1636, Rijksmuseum
- Interieur van de Sint Jacobkerk in Utrecht, 1642, Stara Pinakoteka, Monachium
- Interieur van de Buurkerk in Utrecht, 1644, National Gallery w Londynie, Londyn
- Interieur van de Sint Bavokerk in Haarlem, 1648, Scottish National Gallery, Edynburg
- Interieur van de Sint Odulphuskerk in Assendelft, 1649, Rijksmuseum, Amsterdam
- Interieur Nieuwe Kerk Haarlem, 1652
- Interieur van de Nieuwe Kerk in Haarlem, 1652, Muzeum Fransa Halsa, Haarlem
- De Buurkerk te Utrecht, 1654, Collectie Six, Amsterdam
- Het Oude Raadhuis in Amsterdam, 1657, Rijksmuseum, Amsterdam
- Oude Raadhuis Amsterdam, 1657
- Interieur van het Koor van de Sint Bavokerk in Haarlem, 1660, Worcester Art Museum, Anglia
- Interieur van de Grote Kerk in Alkmaar, 1661, Stedelijk Museum Alkmaar
- Interieur van de Sint Janskerk te Utrecht, Museum Boijmans Van Beuningen, Rotterdam
- Interieur van het Koor van de Sint Bavokerk in Haarlem, Weimarer Stadtschloss